# طاقة تناضحية

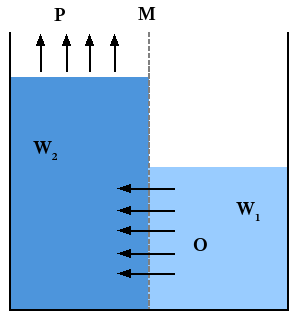
آلية الطاقة الزرقاء

الطاقة الإسموزية أو الطاقة التَنَاضُحِيّة أو الطاقة التَنَافُذِيّة أو توليد الكهرباء باستخدام الخاصّية الإسموزية (بالإنجليزية: Osmotic power)‏ يتم بناءََ على استغلال اختلاف نسبة الأملاح بين المياه العذبة ومياه البحر من أجل الحُصول على الطاقة وتوليد التيار كهربائي.
أولى الاقتراحات لتوليد الكهرباء بهذه الطريقة كانت في سبعينيات القرن الماضي. المحطة التجريبية الأولى تم تشغيلها في 24 سبتمبر 2009 في مدينة توفته في منطقة خليج أوسلو النرويجية.

## مبدأ العمل
يُستفاد من ظاهرة التناضح لإنشاء ضغط يؤدي إلى حركة أو دوران التوربين (turbine) وبالتالي توليد الكهرباء. مبدأ العمل كالآتي:
عند التقاء ماء عذب وآخر مالح، يربط بينهما غشاء رقيق حاجز، فينتقل الماء العذب (الحُلو) إلى المالح عبر الغشاء مولداً بذلك ضغطا يُستخدم لتحريك التوربين وتوليد الكهرباء.
فمثلا بنسبة أملاح 3.5 % و بدرجة حرارة 10 سيلسيوس فإن الضغط الناشئ يكون 28 بار، والذي ينخفض إلى النصف تقريبا داخل المحطة حسب كفاءة الغشاء.
الغشاء المستعمل هو من نوع خاص، والذي يمنع مرور الأملاح عبره ويقاومها بفعالية ولكن بنفس الوقت يسمح لمرور الماء بسلاسة من ناحية الماء العذب إلى الماء المالح.

بسبب عدم توفر غشاء من هذا النوع لم يتم إنجاز المحطة في السبعينيات عند نشوئها ومنذ التسعينيات نشأت أفكار جديدة لتكوين تلك الأغشية المناسبة ، وتجري أبحاث في مركز هلمهولتز جيستاخت بألمانيا لتطوير مبلمرات خاصة مناسبة لتلك الأغشية.

## محصول الطاقة

اقتراح لبناء محطة طاقة اسموزية تحت الأرض مجاورة للبحر.

الأماكن المحتملة لإنشاء محطات تناضحية هي الأماكن التي يصب فيها نهر (ماء عذب) في البحر (ماء مالح) أو ملتقى مصبين يختلفان في نسبة أملاحهما، كمجرى المياه العادمة مثلا في النهر.
الطاقة المحصلة تتناسب طرديا مع الاختلاف في نسبة الأملاح في المجريين وطرديا مع معدل التدفق بين القسمين عبر الغشاء، كذلك تحتاج تلك التقنية إلى مساحات كبيرة من الأغشية.

من المعيقات للمحطات التناضحية هو مراعاة حركة السفن في مجرى التقاطع (نهر مع بحر مثلا) و محدودية كمية المياه التي يمكن استخدامها كي لا تؤثر على البيئة سلبا.

## التنفيذ
الشرط الأساسي للاستخدام التقني للمحطة التناضحية هو توفر الغشاء الرقيق بالخصائص المذكورة سابقا والتي تم تحديدها منذ 2004 بمشروع ممول من الاتحاد الأوروبي.

المساهمين في المشروع هم:
- Statkraft في النرويج

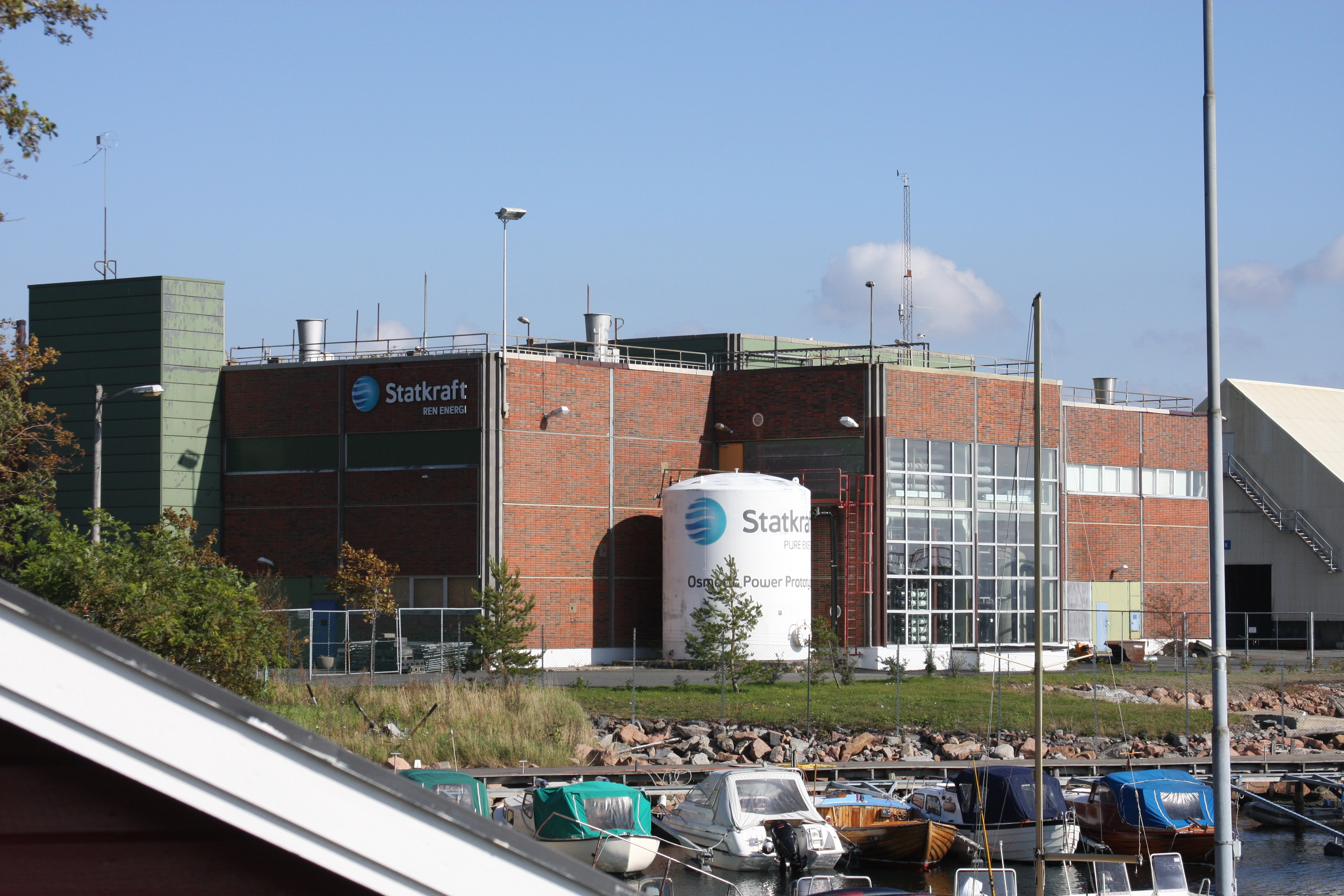
محطة شتاتكرافتس الجريبية لاستغلال الطاقة الأسموزية في إنتاج الطاقة الكهربية بالقرب من مدينة هوروم في النرويج (أكتوبر 2009)

- Instituto de Ciencia e Tecnologia de Polimeros من البرتغال
- جامعة آلتو الفنلندية
- Helmholtz-Zentrum Geesthacht في ألمانيا

حالياً فإن القدرة التي تولّدها المحطة هي 3 واط لكل متر مربع للغشاء.
في خريف 2007 أعلنت الشركة الحكومية النرويجية ستاتكرافت (Statkraft) عن بناء أول محطة تناضحية في العالم في مقاطعة هوروم في مصب نهر جنوب خليج أوسلو. في نوفمبر 2009 تم تشغيل المحطة واستعمال أغشية وتوليد القدرة الحالية (3 واط لكل متر مربع).

المؤسسات البحثية المشاركة في المشروع ما زالت تعمل على زيادة محصلة الطاقة الناتجة بالعمل على تطوير الغشاء ويقول المسؤول عن Helmholtz-Zentrum Geesthacht المشاركة في المشروع أنه لا بد من الوصول إلى 5 واط لكل متر مربع من الغشاء حتى يتاح استخدام المحطة بشكل اقتصادي.
في عام 2015 تخطط ستاتكرافت النرويجية لإنشاء محطة تناضحية بقدرة 25 ميجا واط بمساحة غشاء قدرها 5 ميلون متر مربع، وتتوقع الشركة بأن النرويج كن أن تحصل في المستقبل على 10 % من الطاقة باستخدام هذا النوع من المحطات.